# Charles Ammi Cutter
Charles Ammi Cutter (Boston, Massachusetts, 1837. március 14. – Walpole, New Hampshire, 1903. szeptember 6.) amerikai könyvtáros, a könyvtártudomány egyik kiemelkedő alakja.

## Élete
Charles Ammi Cutter, Caleb és Hannah Cutter negyedik gyermeke 1837. március 14-én született Bostonban, Massachusettsben.  Röviddel születése után édesanyja meghalt. Egy évre rá apja, Caleb feleségül vette Frances Clark-ot, és egy fiuk született. Ugyanebben az évben Charles-t West Cambridge-be küldték nagyapjához, aki unitárius elvek szerint nevelte. Ez későbbi életére is hatással volt. Charles vékony testalkata ellenére szeretett túrázni és csónakázni. Gyenge fizikuma és rövidlátása mellett azonban kiváló tanuló volt, így már korán a tudományok felé fordult. A könyvtárak szeretetével nagynénje, Charlotte Cutter fertőzte meg. 1850-ben nagyapja meghalt. Charles ekkor döntött úgy, hogy a Harvard Főiskolán szeretne tanulni. Mivel ekkor még csak 13 éves volt, így egy évet töltött novellák és folyóiratok olvasásával. 1851 őszén egy sikeres matematikai teszt alapján bekerült az elsőévesek közé, és új fordulatot vett az élete.
Középiskolai tanulmányait a Harvard Főiskolán végezte, és 18 évesen, amikor leérettségizett, még mindig bizonytalan volt mit tanuljon felsőbb fokon. 1855-ben végül is úgy döntött, hogy marad a főiskolán, és a Lawrence Tudományos Iskola magántanulója lett matematika szakon.
1856-ban csatlakozott a Harvard Teológiaiskolához, ahol teológiát és keresztény etikát tanult. Rengeteget járt az iskola könyvtárába, ahol 1857 és 1859 között könyvtárosi feladatokat is ellátott. 1859 júliusában kapta meg diplomáját.
1860-ban kezdett el dolgozni a Harvard Főiskola könyvtárában Ezra Abbott könyvtárvezető segítőjeként. Ezrával egyetemi évei alatt is jó viszonyt ápolt, és rengeteget tanult tőle. Charles úgy jellemezte Ezrát, mint aki hatalmas türelemmel vezette be őt a katalogizálás, osztályozás és bibliográfia világába, és elmondása szerint nélküle semmit sem ért volna el.
A könyvtár állománya az 1840-es években jelentős mértékben gyarapodott. 1860 és 1861 között Ezra és Charles rendszerezte az állományt. Közösen dolgozták ki új katalógusrendszerüket. Ennek lényege az volt, hogy az állományt kétféle indexszel látták el, és cédulákra jegyezték. Az egyik egy ABC sorrendbe állított szerzői index, a másik pedig egy tárgymutató volt. A cédulakatalógusként emlegetett módszer újnak számított a korban, azonban a 18. század végére már széles körben elfogadott, és alkalmazott formává nőtte ki magát. 1861 nyarára már több mint 35.762 cédulával rendelkezett a Harvard Főiskola könyvtára. 8 éves gyakornoki munkája során Charles nem csak a katalogizálás megújításában vett részt, de széles látókörre is szert tett. 1863-ban feleségül vette Sarah Fayerweather-t, aki szintén könyvtáros asszisztensként tevékenykedett. Két gyermekük született, John James, és Charles John.
1868-ban szülővárosában, Bostonban egy, a Massachusetts-i felsőbb osztály által létrehozott magánkönyvtárban, a Boston Athenæumban kapott munkát. Meglepetésként érte, hogy az 1840-ben csupán 93.000 főt számláló város lakossága 1868-ra 250.000-re gyarapodott, köszönhetően főleg az ír bevándorlóknak. Első öt éve az Athenæumnál egy átmeneti időszak volt, amikor adminisztratív feladatokat látott el az intézmény számára. Rendkívül pontos és figyelmes emberként jellemezték munkatársai. Szerette figyelemmel kísérni kollégái munkáit, és ötleteivel segítséget nyújtani. A Könyvtári Bizottság Cuttert bízta meg, hogy árverésekre járva vásároljon könyveket, gyarapítva evvel az Athenæum állományát.
1873-ra már ő irányította a Boston Athenæum adminisztrációval foglalkozó részét. 
1876-ban komoly szerepet vállalt abban a szervezetben, mely később megalapította az Amerikai Könyvtári Szövetséget (American Library Association) Philadelphiában. Ennek hatására komoly ismeretségre tett szert, és az 1870-es években a Library Journal című folyóirat összeállításában is részt vett. Egészen 1893-ig dolgozott a lapnál, mint szerkesztő. 1883-ban megjelent egyik legjelentősebb írása "The Buffalo Public Library in 1983" címmel, amiben száz évvel előre tekintve egy könyvtári jövőképet ír le. Többek között a Library Journal 1883-as kiadványában is megjelent. Ebben szót ejt olyan -ma már evidens- dolgokról, mint a könyvtári munkafolyamatok automatizálása, a világítás és a nedvességtartalom szabályozása, valamint a könyvtárközi kölcsönzés. 1887-től 1889-ig az American Library Association elnöki pozícióját töltötte be.

## Barátsága Melvil Dewey-val
Munkája során Cutter baráti viszonyba került Melvil Dewey-val. Dewey még a főiskolán kezdett el érdeklődni a könyvtártudomány iránt. 1873-ban egy körút során meglátogatta többek között a Harvard Főiskola könyvtárát, a Bostoni Közkönyvtárat, illetve a Boston Athenaeumot is. Dewey ez utóbbiról a következőt írta naplójában: "A Boston Athenaæum egy gyönyörű épület, és találkoztam egy könyvtárosával, bizonyos Mr. C. A. Cutterrel, akit egy úriembernek ismertem meg." Azonban megragadta még a figyelmét a cédulakatalógus-rendszer, az olvasótermek gyönyörű kialakítása, és a szabadpolcos rendszer, mely az olvasó számára könnyedén elérhetővé teszi a könyveket. 1876-ban Dewey több látogatást is tett Cutternál, és tanácsokat kért újfajta osztályozási rendszerének kialakításához. Ezt ma a Dewey-féle tizedes osztályozási rendszerként ismerjük. Kapcsolatuk később azonban a nézeteik közti nagyobb szakadék, valamint az anyagi okok hatására megromlott.

## Cutter kiterjesztő osztályozása
Dewey sikerén felbuzdulva Cutter 1880-ban kezdte el kidolgozni saját osztályozási rendszerét. 1903-ban bekövetkezett halála miatt azonban nem tudta teljesen befejezni. Ezt a rendszert akkor sokan túl bonyolultnak találták. Ma csupán kevés könyvtár alkalmazza Cutter kiterjesztő osztályozását, főleg New Englandben. Ennek ellenére az egyik leglogikusabb és legtudományosabb mind közül. A Dewey-féle tizedes osztályozási rendszerrel szemben Cutteré nem csak számokat, hanem betűket is alkalmaz. Hasonlít a Kongresszusi Könyvtár által használtéhoz, ahol a témákat betűk jelölik, fogalmi körük azonban jóval tágabb.

### Első osztály
Az első osztályt csupán a legkisebb könyvtárak használják. Az első osztálynak nyolc alosztálya van.
- A Általános munkák, melyek nem illenek be az alábbi alosztályok egyikébe sem
- B Filozófia és Vallás
- E Életrajzok
- F Történelem, Földrajz és Utazás
- H Társadalomtudományok
- L Természettudomány és Művészet
- Y Nyelvészet és Irodalom
- YF Fikció

### További osztályok
Ez már az ábécé összes betűjét tartalmazza. A több alosztály segítségével pontosíthatunk az adott témában.
- A Általános művek
- B Filozófia
- C Kereszténység és Zsidóság
- D Egyházi történelem
- E Életrajzok
- F Történelem, Világtörténelem
- G Földrajz és Utazás
- H Társadalomtudományok
- I Népek és Szociológia
- J Politikatudomány
- K Jogalkotás
- L Tudomány és Művészet együtt
- M Természettudomány
- N Botanika
- O Zoológia
- P Antropológia és Néprajz
- Q Orvostudomány
- R Technikum, Technológia
- S Konstruktív művészet (Mérnöki tudomány és Építészet)
- T Kézművesség
- U Hadtudomány
- V Rekreáció, Sport, Játék, Fesztiválok
- W Vizuális művészet
- X Angol nyelv
- Y Angol és amerikai irodalom
- Z Könyvtudományok

Az ő nevéhez fűződnek továbbá a Cutter-számok, vagy kódok. Ez egy alfanumerikus kód, amely egyrészt tartalmazza a szerző nevének néhány betűjét, valamint a hozzá tartozó arab számot. Ez a kód minden esetben egy Cutter-táblázat alapján kerül meghatározásra.

## Az Athenæum után
1893 januárjában a Boston Athenæumnak új vezetősége kezdett kialakulni. Ők nem nézték jó szemmel Cutter reformjait, így közös megegyezés alapján Charlesnak májusban távoznia kellett. Helyére szinte azonnal találtak egy új könyvtárost. Utolsó éveiben Cutter rengeteget utazott, járt az Egyesült Királyságban és Európában is. Az itt szerzett tapasztalatok hasznára váltak, amikor a northamptoni Forbes Könyvtár vezetősége felkérte, hogy segítse a könyvtár művészeti és zenei részlegének fejlesztését. A felkérésre Cutter közel 3.000 francia szépművészeti és irodalmi folyóiratot vásárolt meg. A vezetőség annyira elégedett volt, hogy azonnal állást kínált Cutternek 1894 augusztusában. Ő az alacsony fizetés ellenére elfogadta az állást. Megújult optimizmussal utazott Londonba – ahol további 500 folyóiratot vásárolt a könyvtár számára – majd Bostonba, onnan Northamptonba. Rengeteg munka várta, de ehhez ő már hozzá volt szokva. Fáradhatatlan munkássága eredményeként 1899-ben megnyílt a Forbes Könyvtár első fiókkönyvtára Bay State-ben, Massachusettsben. 2.000 dolláros havi fizetése elég kevésnek számított, volt azonban hogy még ennyit sem kapott, őt azonban ez mégsem zavarta. 1902-ig mindig jelen volt az American Library Association éves konferenciáin, az 1897-es philadelphiait, és az 1901-es waukeshait leszámítva.

## Utolsó évei
1902-ben még elutazott Brüsszelbe. Hazatérvén ismét belevágott a munkába, azonban a megerőltetéstől és a túlhajszoltságtól majdnem halálos kimenetelű tüdőgyulladást kapott. Felépülése lassú volt, de ez alatt újra találkozhatott rég nem látott barátaival. Még az előtt visszament a Forbesba dolgozni, mielőtt teljesen felépült volna. A kimerítő munka azonban újra ágyba kényszerítette. Feleségével New Hampshire-be utaztak a felépülés és pihenés reményében. 1903. szeptember 6-án hunyt el.